# Anthometra plumularia
Anthometra plumularia là một loài bướm đêm trong họ Geometridae.